# Gang cầu

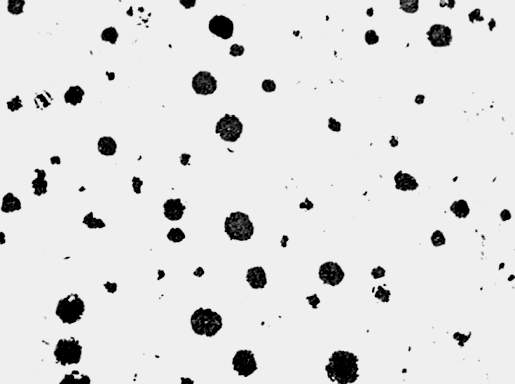
Micrography của một gang dẻo được chụp dưới kính hiển vi quang học của cùng một tác giả

Gang cầu (tiếng Anh: ductile iron, ductile cast iron, nodular cast iron, spheroidal graphite iron, spheroidal graphite cast iron, SG iron) còn được gọi là gang bền cao có than chì ở dạng cầu nhờ biến tính gang xám lỏng bằng các nguyên tố Mg, Ce và các nguyên tố đất hiếm. Gang cầu là loại gang có độ bền cao nhất trong các loại gang do graphit ở dạng cầu tròn, bề ngoài cũng có màu xám tối như gang xám. Nên khi nhìn bề ngoài không thể phân biệt hai loại gang này.

## Thành phần hóa học
Thành phần hóa học gang cầu dao động như sau: 3-3,6% C, 2-3% Si, 0,2-1% Mn, 0,04- 0,08% Mg, ít hơn 0,015% P, ít hơn 0,03% S. Gang cầu có độ dẻo dai cao, đặc biệt sau khi nhiệt luyện thích hợp.
Lượng cacbon và silic phải cao để đảm bảo khả năng than chì hóa (%C + %Si) đạt tới 5%-6%. Không có hoặc không đáng kể (<0,1 – 0,01%) các nguyên tố cản trở cầu hóa như Ti, Al, Sn, Pb, Zn, Bi và đặc biệt là S. Có một lượng nhỏ các chất biến tính Mg (0,04-0,08%) hoặc Ce. Có các nguyên tố nâng cao cơ tính như Ni (2%) Mn (<1%).
Gang cầu thường chứa cacbon đương lượng (CEL) cao từ 4,3 đến 4,6% (là thành phần nguyên tố C và Si trong gang lỏng trước biến tính CEL=%C+%Si+%P/2) để chống biến trắng và do than chì ở dạng cầu sít chặt, ít chia cắt nền kim loại nên không làm giảm đáng kể tính chất cơ học của gang. Hàm lượng Si không nên quá cao (nhỏ hơn 3%) để khỏi ảnh hưởng đến độ dẻo dai của gang. Hàm lượng S sau biến tính cầu hóa bằng Mg phải nhỏ hơn 0,03% thì gang mới nhận được than chì biến tính và hạn chế tạp chất "vết đen" do MgS tạo ra sẽ làm giảm tính chất cơ học của Gang. Hàm lượng Mn chọn tùy thuộc vào loại gang cầu, với gang cầu ferit ở trạng thái đúc Mn nhỏ hơn 0,2%. Ở gang cầu peclit chúng có thể lên tới 1%. Lượng P càng ít càng tốt vì P làm giảm tính dẻo dai của gang cầu. 
Tổ chức tế vi của gang cầu cũng giống gang xám song chỉ khác là than chì của nó có dạng thu gọn nhất hình quả cầu bao gồm ba loại nền kim loại: ferit, ferit – peclit và peclit. Chính điều này quyết định độ bền kéo rất cao của gang cầu so với gang xám. Khác với gang xám, than chì dạng cầu ở đây được tạo thành nhờ biến tính đặc biệt gang xám lỏng.

## Đặc điểm
Sau khi biến tính cầu hóa than chì nhờ các nguyên tố Mg, Ce và các nguyên tố đất hiếm, gang lỏng còn được biến tính lần hai bằng các nguyên tố graphit hóa như FeSi, CaSi để chống biến trắng cho gang. Nhờ các chất biến tính mà gang lỏng trở nên sạch các tạp chất như lưu huỳnh và khí, làm tăng tốc độ hóa nguội cho gang và làm cho các tinh thể than chì phát triển chủ yếu theo hướng thẳng góc với bề mặt cơ sở của nó. Do đó than graphit kết tinh thành hình cầu.
Gang cầu theo TCVN được ký hiệu bằng hai chữ GC với hai cặp chữ số chỉ giá trị tối thiểu của giới hạn bền kéo và độ dẻo của gang. Gang cầu ferit mác GC40-10 có giới hạn bền kéo > 400 MPA và độ dãn dài tương đối 10%. Gang cầu được sử dụng để sản xuất các chi tiết chịu lực lớn và chịu tải trọng va đập, mài mòn như trục khuỷu, cam, bánh răng…. Do rẻ gang cầu được dùng nhiều để thay thế thép và gang dẻo.
Bề ngoài của gang cầu cũng có màu xám tối như gang xám nên khi nhìn bề ngoài khó có thể phân biệt gang cầu với gang xám. Tuy nhiên ta có thể dựa vào dấu hiệu co ngót ở sản phẩm gang cầu (gang cầu dễ tạo thành lõm co và xốp co), hoặc bằng cách gõ vào sản phẩm, sản phẩm gang cầu sẽ có tiếng kêu trong và thanh (rất vang), còn sản phẩm gang xám sẽ có tiếng kêu đục, trầm.
Do graphit ở dạng thu gọn nhất (quả cầu tròn), ít chia cắt nền kim loại, hầu như không có đầu nhọn để tập trung ứng suất, nên nó làm giảm rất ít cơ tính của nền. Vì vậy gang cầu duy trì được 70-90% độ bền của nền kim loại, tức không thua kém thép bao nhiêu và có thể thay thế nó.
Giới hạn bền kéo và giới hạn chảy khá cao: σb=400-800 Mpa, σ0.2=250-600 Mpa, tương đương với thép cacbon chế tạo máy.
Độ dẻo và độ dai: δ=2-15%, aK=300-600 kJ/m2, tuy kém thép song cao hơn gang xám rất nhiều.
Việc sử dụng gang cầu vào công nghiệp rất có hiệu quả, ví dụ giá 1 tấn vật đúc loại gang này rẻ hơn vật đúc bằng thép hợp kim từ 30-35% rẻ hơn loại vật đúc bằng hợp kim màu 3 đến 4 lần và rẻ hơn loại phôi thép rèn tử 2 đến 3 lần.
Gang cầu thường dùng làm các chi tiết vừa chịu tải trọng kéo và va đập cao (như thép) đồng thời lại dễ chế tạo bằng phương pháp đúc. Ứng dụng làm trục khuỷu, ống nước đường kính lớn, nắp hố ga, song chắn... vì giá thành rẻ, độ an toàn cao và thi công dễ dàng.